# Liste der Monuments historiques in Ronquerolles
Die Liste der Monuments historiques in Ronquerolles führt die Monuments historiques in der französischen Gemeinde Ronquerolles auf.

## Liste der Bauwerke
| Bezeichnung       | Beschreibung                     | Standort | Kennzeichnung | Schutzstatus | Datum | Bild           |
| ----------------- | -------------------------------- | -------- | ------------- | ------------ | ----- | -------------- |
| Kirche St-Georges | Erbaut Ende des 15. Jahrhunderts | (Lage)   | PA00080187    | Classé       | 1913  | weitere Bilder |

## Liste der Objekte

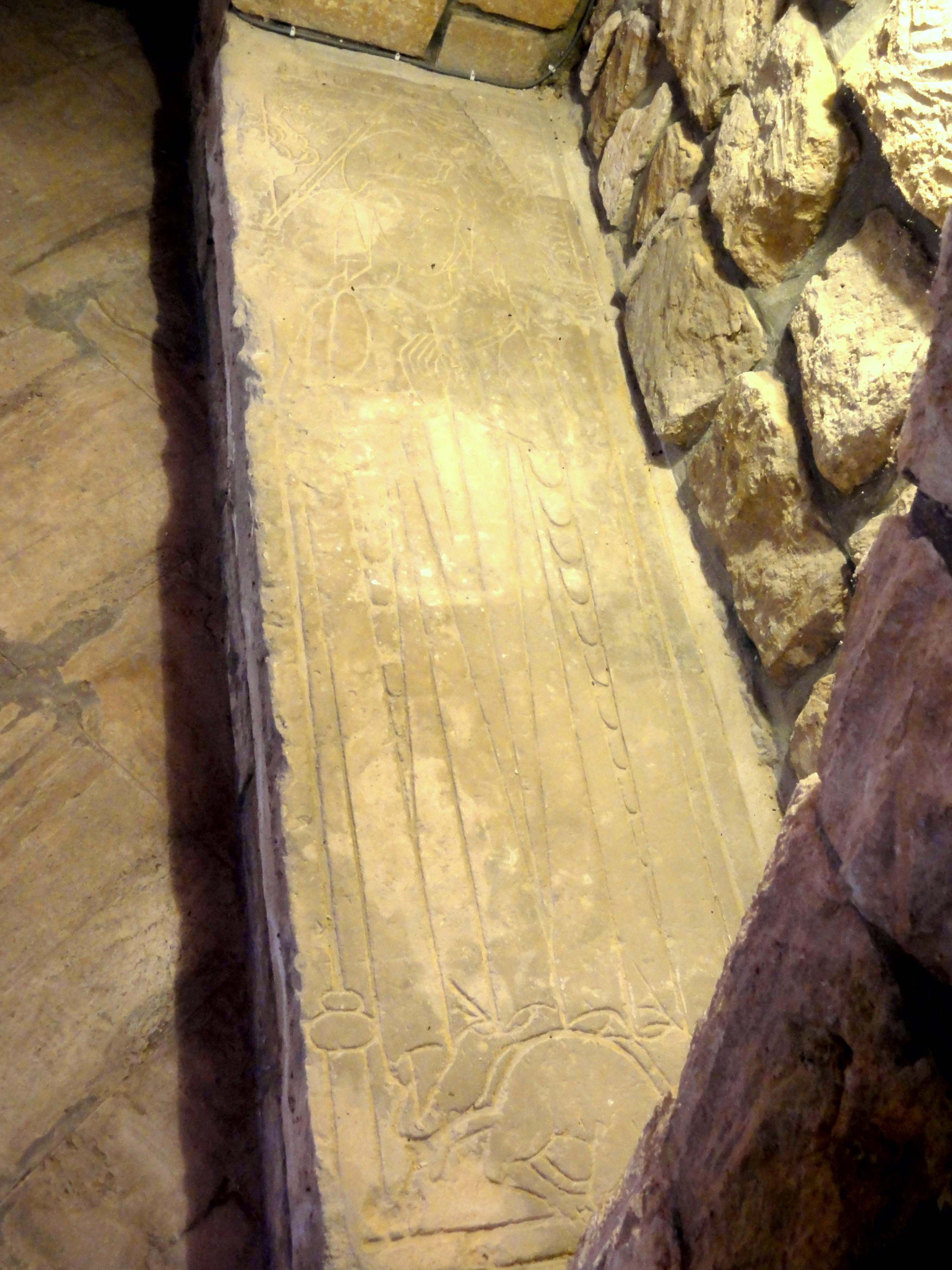
Grabplatte für eine Frau (Anfang des 14. Jahrhunderts) in der Kirche St-Georges

- Monuments historiques (Objekte) in Ronquerolles in der Base Palissy des französischen Kultusministeriums